# HD 159330
HD 159330，又名BD+57 1774，SAO 30434、HR 6540，是一颗恒星，视星等为6.4，位于銀經86.25，銀緯33.33，其B1900.0坐标为赤經17h 29m 7.3s，赤緯+57° 33.33′ 0″。